# 巴達隆拿足球會
巴達隆拿足球俱樂部是西班牙巴达洛纳的足球隊。它成立於1903年，它在西班牙皇家足協丙組聯賽作賽，舉行主場比賽的辛迪拿利球場，能容納10,000人。

## 歷史
巴達隆拿足球俱樂部成立於1903年，前名為Foot-ball Bétulo Club，5年後正式改名為FC巴達隆拿。
2002年，它與UE Badaloní合併，更名為現在的CF巴達隆拿，與後者保持它的歷史。

## 現時陣容
註釋：國旗表示球員在國際足聯資格規則定義的國家隊。球員可能擁有一個以上非國際足聯國籍。
| 號碼 |        | 位置 | 球員         |
| ---- | ------ | ---- | ------------ |
| 1    | 西班牙 | 门将 | 馬天尼斯     |
| 2    | 西班牙 | 中场 | 費朗         |
| 4    | 西班牙 | 后卫 | 卡馬拉       |
| 5    | 西班牙 | 后卫 | 阿方素       |
| 6    | 西班牙 | 中场 | 伊薩亞山齊士 |
| 7    | 西班牙 | 中场 | 拿利奧斯     |
| 8    | 西班牙 | 中场 | 艾馬路       |
| 9    | 西班牙 | 前锋 | 柏拉斯       |
| 10   | 西班牙 | 中场 | 卡沙度       |
| 11   | 西班牙 | 前锋 | 白蘭高       |
| 14   | 西班牙 | 后卫 | 般奴         |

| 號碼 |        | 位置 | 球員         |
| ---- | ------ | ---- | ------------ |
| 15   | 西班牙 | 中场 | 古路山齊士   |
| 16   | 西班牙 | 中场 | 盧比斯       |
| 17   | 西班牙 | 后卫 | 卡路士       |
| 18   | 西班牙 | 前锋 | 卡拿         |
| 19   | 西班牙 | 中场 | 沙治奧托利斯 |
| 20   | 西班牙 | 后卫 | 禾柏斯       |
| 21   | 西班牙 | 前锋 | 莫利斯特     |
| 22   | 西班牙 | 后卫 | 艾蘭西亞     |
| 23   | 西班牙 | 前锋 | 迪亞高托利斯 |

## 外部連結
- 官方网站（文）（西班牙文）